# Anton Haizinger
Anton Haizinger (aussi écrit Haitzinger, né le 14 mars 1796 à Wilfersdorf et mort le 31 décembre 1869 à Karlsruhe) est un ténor autrichien.

## Biographie
Haizinger a commencé sa carrière en tant que professeur d'école à Vienne. Plus tard en raison de sa belle voix, il a été  engagé pour chanter à l'opéra par le comte Palffy, directeur du Theater an der Wien. Il fait sa première apparition en 1821, en recueillant des applaudissements. Un des faits saillants de sa carrière a été sa participation à la création de la Symphonie nº 9 de Beethoven lors du grand concert, que le compositeur a donné le 7 mai 1824 au Theater am Kärntnertor. Il a chanté ensuite avec succès dans d'autres théâtres et a reçu une nomination à vie par le théâtre de Karlsruhe.
Il est aussi le créateur le 25 octobre 1823, du rôle de Adolar, comte de Nevers dans l'Euryanthe de Carl Maria von Weber.
Une période brillante de son activité artistique a commencé avec ses concerts à Paris, où il a défendu aux côtés de la chanteuse Wilhelmine Schröder-Devrient la réputation de l'opéra allemand, en 1828, 1829 et 1830.
Son épouse Amalie Haizinger (née Morstadt) était une actrice.
En 1850, il se retire de la scène et s'installe à Vienne, où sa femme était engagée.
Il a publié un lied Vergiss mein nicht ainsi qu'un manuel de chant.